# Aderus chevrolati
Aderus chevrolati é uma espécie de inseto besouro da família Aderidae. Foi descrita cientificamente por Maurice Pic em 1913.